# Exeter (California)
Exeter, fundada en 1911, es una ciudad ubicada en el condado de Tulare en el estado estadounidense de California. En el año 2000 tenía una población de 9,168 habitantes y una densidad poblacional de 1,580 personas por km².

## Geografía
Exeter se encuentra ubicada en las coordenadas 36°17′39″N 119°8′34″O / 36.29417, -119.14278. Según la Oficina del Censo, la ciudad tiene un área total de 5,8 km² (2,2 mi²), de la cual 5,8 km² (2,2 mi²) es tierra y 0 km² (0 mi²) (0%) es agua.

## Demografía
Según la Oficina del Censo en 2000 los ingresos medios por hogar en la localidad eran de $33,738, y los ingresos medios por familia eran $37,033. Los hombres tenían unos ingresos medios de $32,308 frente a los $27,371 para las mujeres. La renta per cápita para la localidad era de $13,795. Alrededor del 19.4% de la población estaban por debajo del umbral de pobreza.